# 馬爾科瓦沃利齊亞
49°59′46″N 29°20′22″E / 49.99611°N 29.33944°E
馬爾科瓦沃利齊亞（烏克蘭語：Маркова Волиця）是烏克蘭北部的村莊，隸屬日托米爾州的日托米爾區。該村始建於1480年，面積1.37平方公里，海拔高度195米，2001年人口234，人口密度每平方公里170.31人。